# Louis Plaidy
Louis Plaidy (né le 28 novembre 1810 au Château d'Hubertsbourg en Saxe et mort le 3 mars 1874 à Grimma en Saxe) est un professeur de piano et compilateur allemand de livres d'études de techniques musicales,.
Plaidy est invité à rejoindre la faculté du conservatoire de Leipzig en 1843 par Felix Mendelssohn, où il reste jusqu'en 1865. Parmi ses étudiants on compte Dudley Buck, Frederic Hymen Cowen, Felix Draeseke, Gustave Gagnon, Edvard Grieg, Michael Maybrick, James Cutler Dunn Parker, Julius Röntgen, Ernst Rudorff, Samuel Sanford, Arthur Sullivan, Clara Kathleen Rogers et Hans von Bülow.
Il publie deux livres sur la pédagogie du piano, Technische Studien fuer das Pianofortespiel et Der Clavierlehrer.